# Uko Post

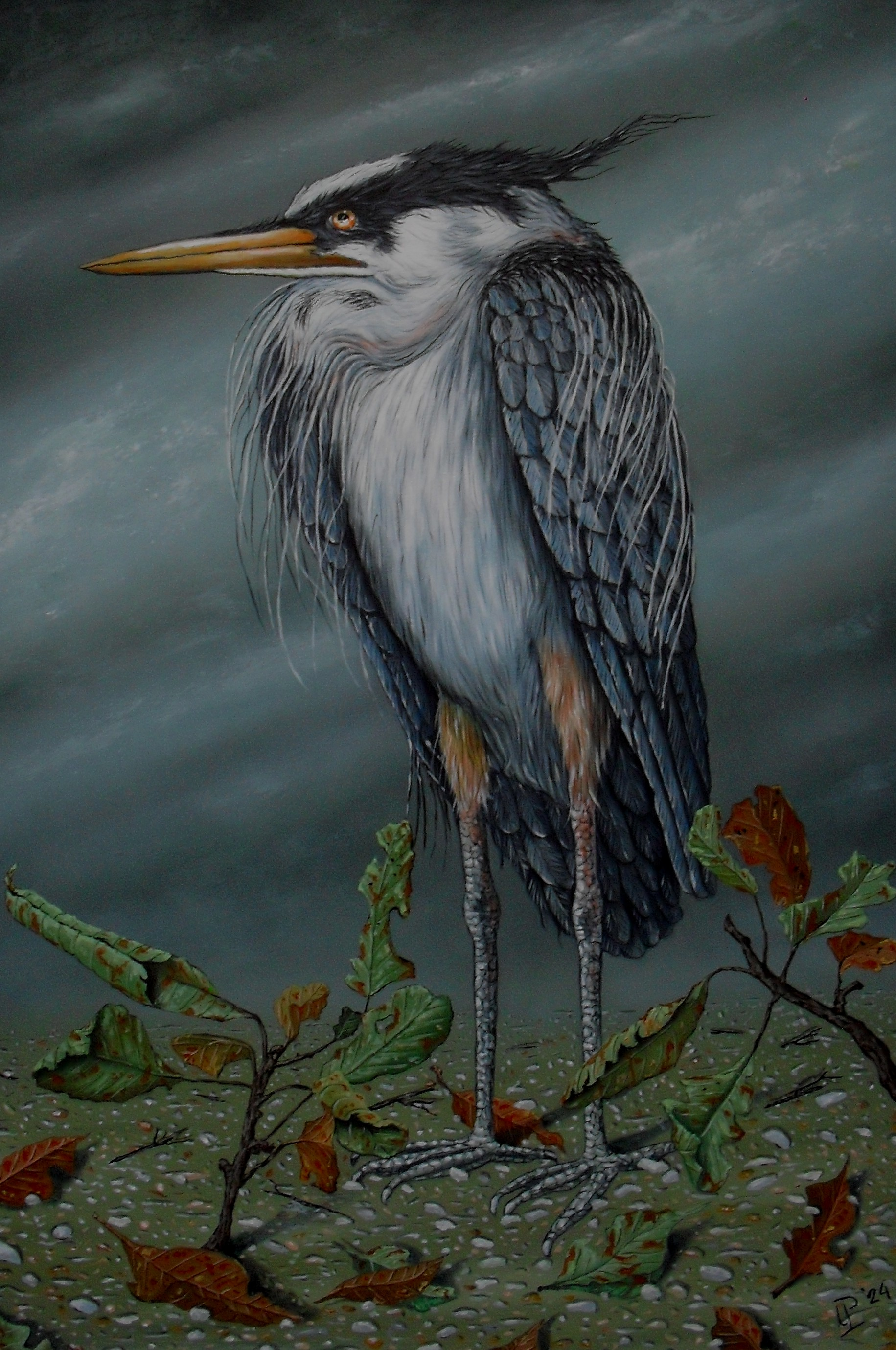
Doodstil Wachten (olieverfschilderij op paneel)

Uilke (Uko) Post (Meppel, 27 juli 1954) is een Nederlands/Belgische kunstschilder die gerekend kan worden tot de noordelijke realisten. Het noordelijk realisme  is een kunststroming die in de 20e eeuw in Nederland ontstond.

## Levensloop
Post volgde vanaf 1972 tot 1978 zijn master opleiding voor het vrije kunstenaarschap, schilderkunst en grafiek, aan de Academie Minerva in Groningen. Docenten waren Henk Hester, Piet Pijn, Geert Meyer, Diederik Kraaijpoel, Wout Muller en Ger Siks. In 1994 heeft hij Nederland verlaten om zich te vestigen in het Eifel-gebied in het dorpje Lommersweiler nabij Sankt Vith, op de grens van Duitsland en België.

## Werk
Post maakt vooral olieverfschilderijen in realistische stijl, melancholisch van sfeer, verwant aan het Magisch Realisme en aan de Neo-Romantiek. Zijn thema's zijn vanitas, leegte, vergankelijkheid, thema's waarmee alle mensen te maken hebben en waarmee ze zich, volgens de schilder, moeilijk kunnen verzoenen. Ook vindt hij veel inspiratie in de oude Europese culturen, zoals daar zijn de Griekse en Romeinse cultuur en vooral ook de teloorgang daarvan. Ook de Griekse mythologische verhalen spelen een rol hierin. Verder zijn veel schilderijen van de hand van Post verweven met het begrip het sublieme, zoals dat beschreven staat in het boek van Edmund Burke: Een filosofisch onderzoek naar de oorsprong van onze denkbeelden over het sublieme en het schone uit 1757. De oude Egyptische cultuur heeft eveneens zijn belangstelling en is een gewaardeerde inspiratiebron.
Post heeft geregeld tentoonstellingen in Nederland, België en Duitsland.
Werken van Post zijn opgenomen in collecties van de v.z.w. All Art is Quite Useless te Antwerpen (België), DSM Sittard (Ned.), Nutsbedrijf Zuid-Limburg (Ned.), heden ten dage Essent en particuliere collecties in de Verenigde Staten, Nederland, België en Duitsland (o.a. collectie Dogan, Schönecken).
Uko Post onderhoudt ook al sinds jaar en dag een samenwerkingsrelatie met de Groninger dichter Arjen (A.H.) Boswijk, hieruit ontstaan regelmatig combinaties van gedichten met schilderijen.

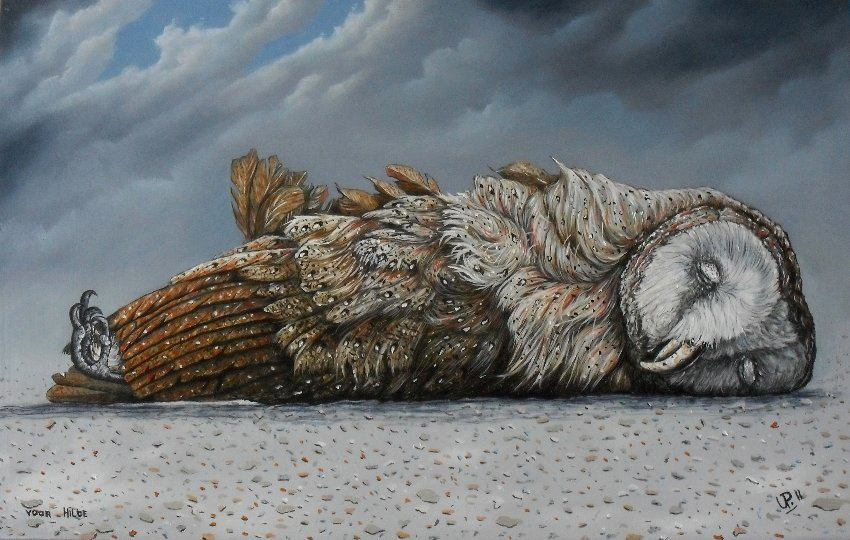
Dode Uil (olieverfschilderij  op paneel )
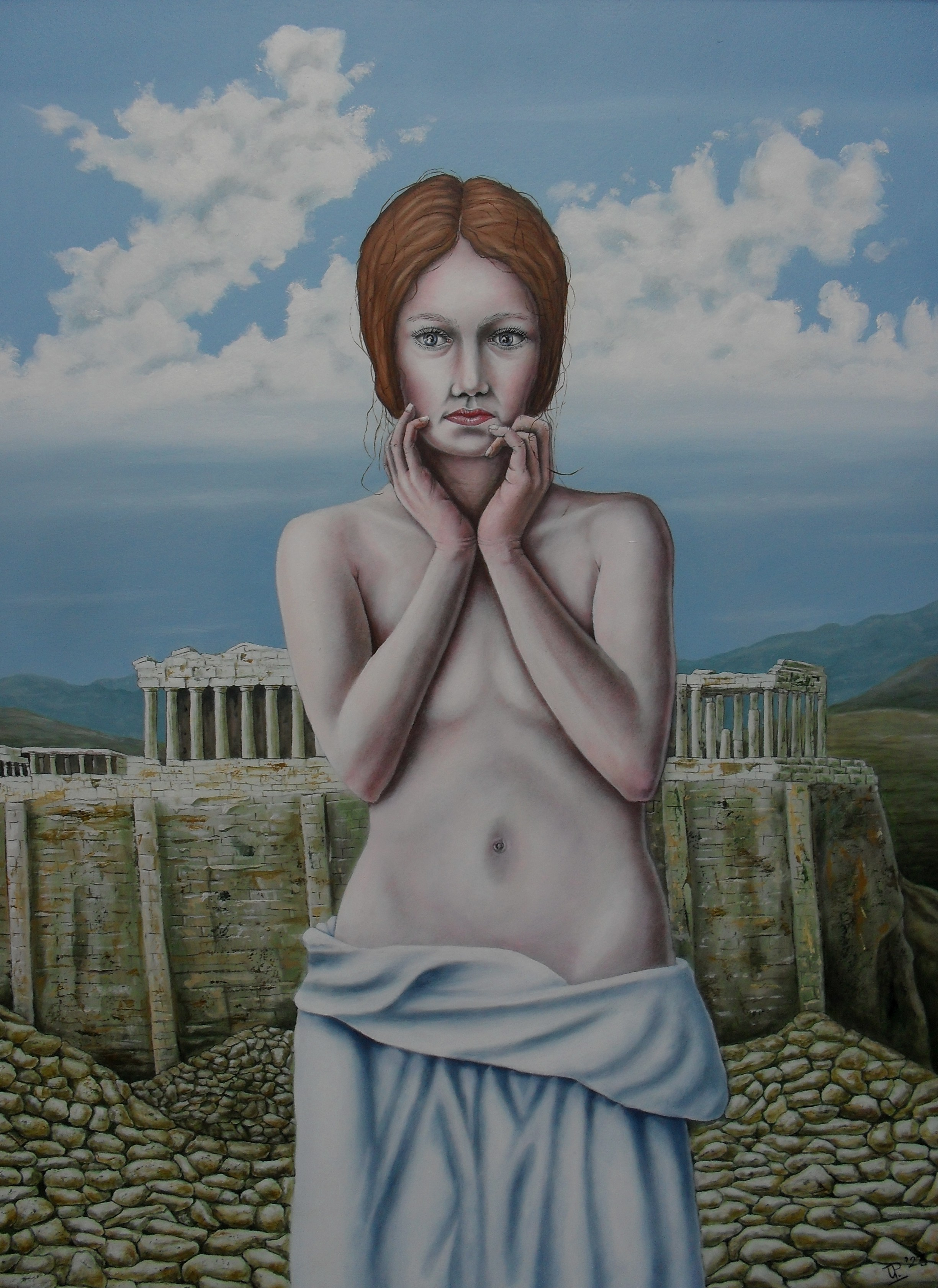
Minerva (olieverfschilderij  op paneel )
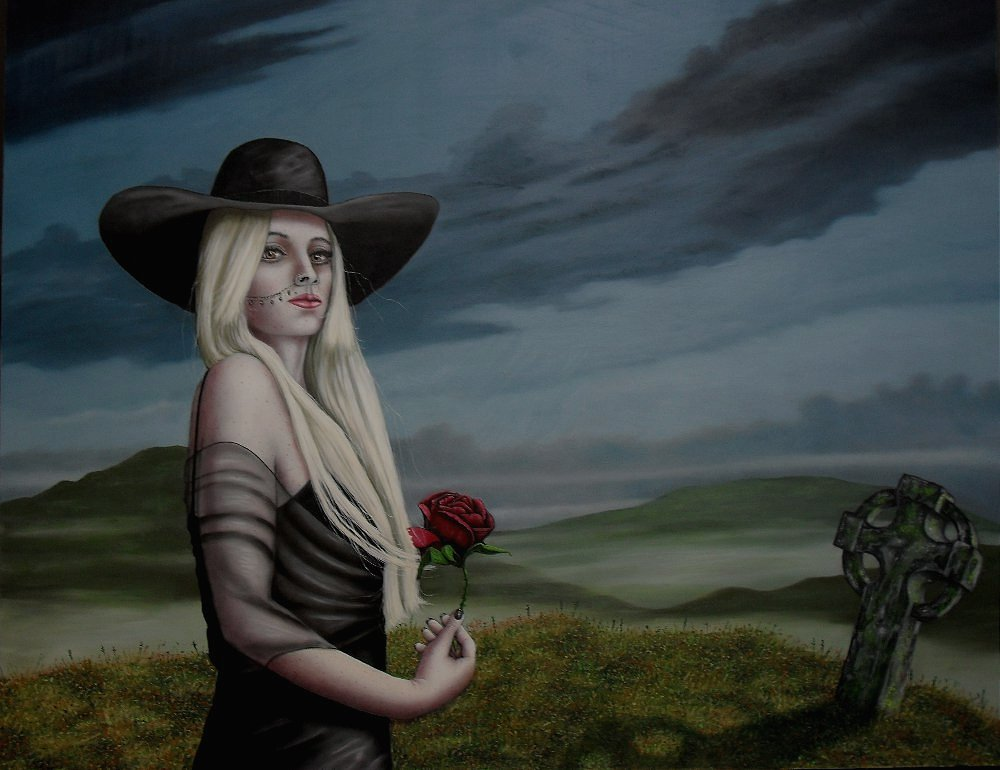
Luzabril  (Argentijnse zangeres)  (olieverfschilderij  op paneel )
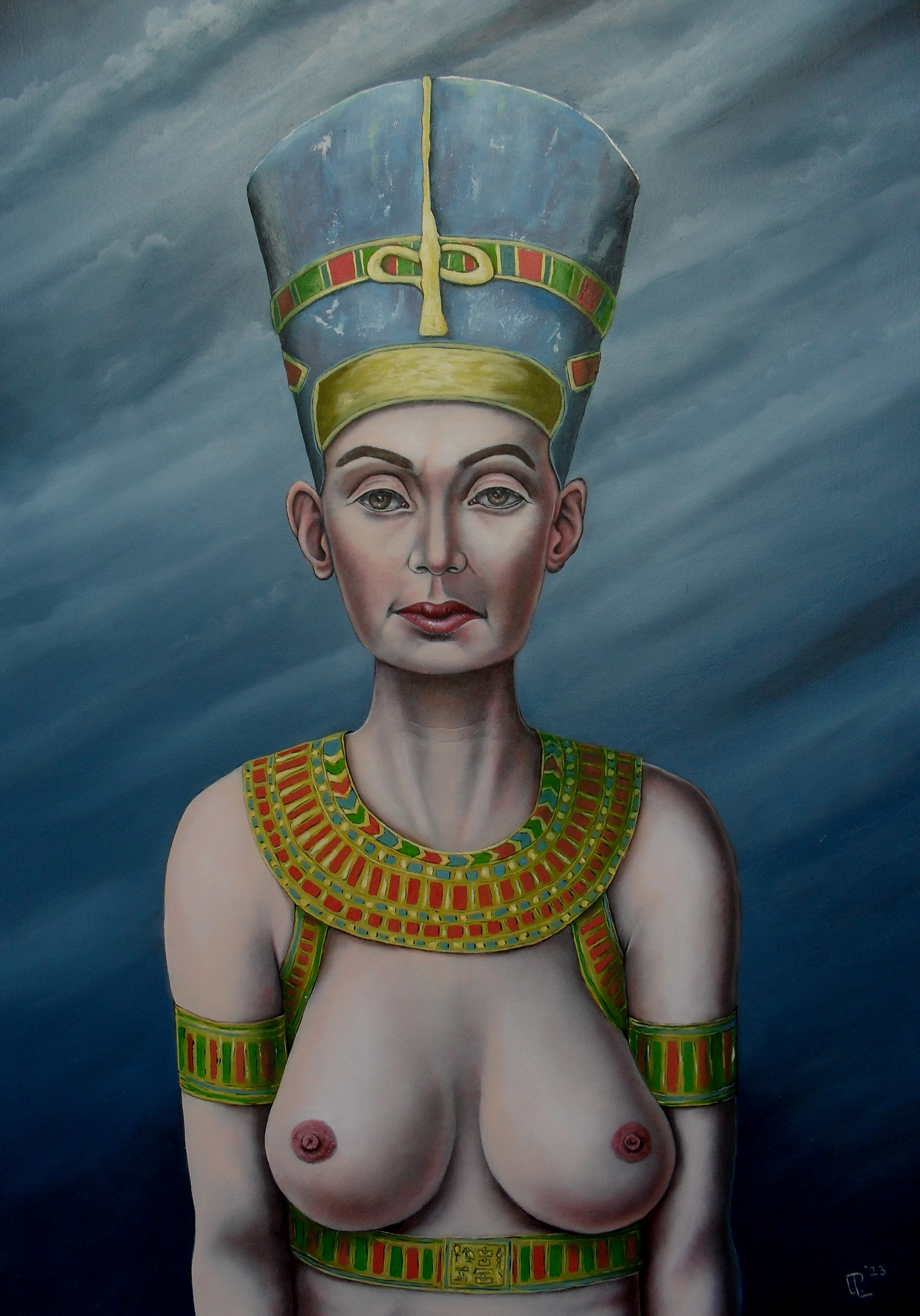
Nefertiti (de schone is gekomen) ( olieverfschilderij op paneel)
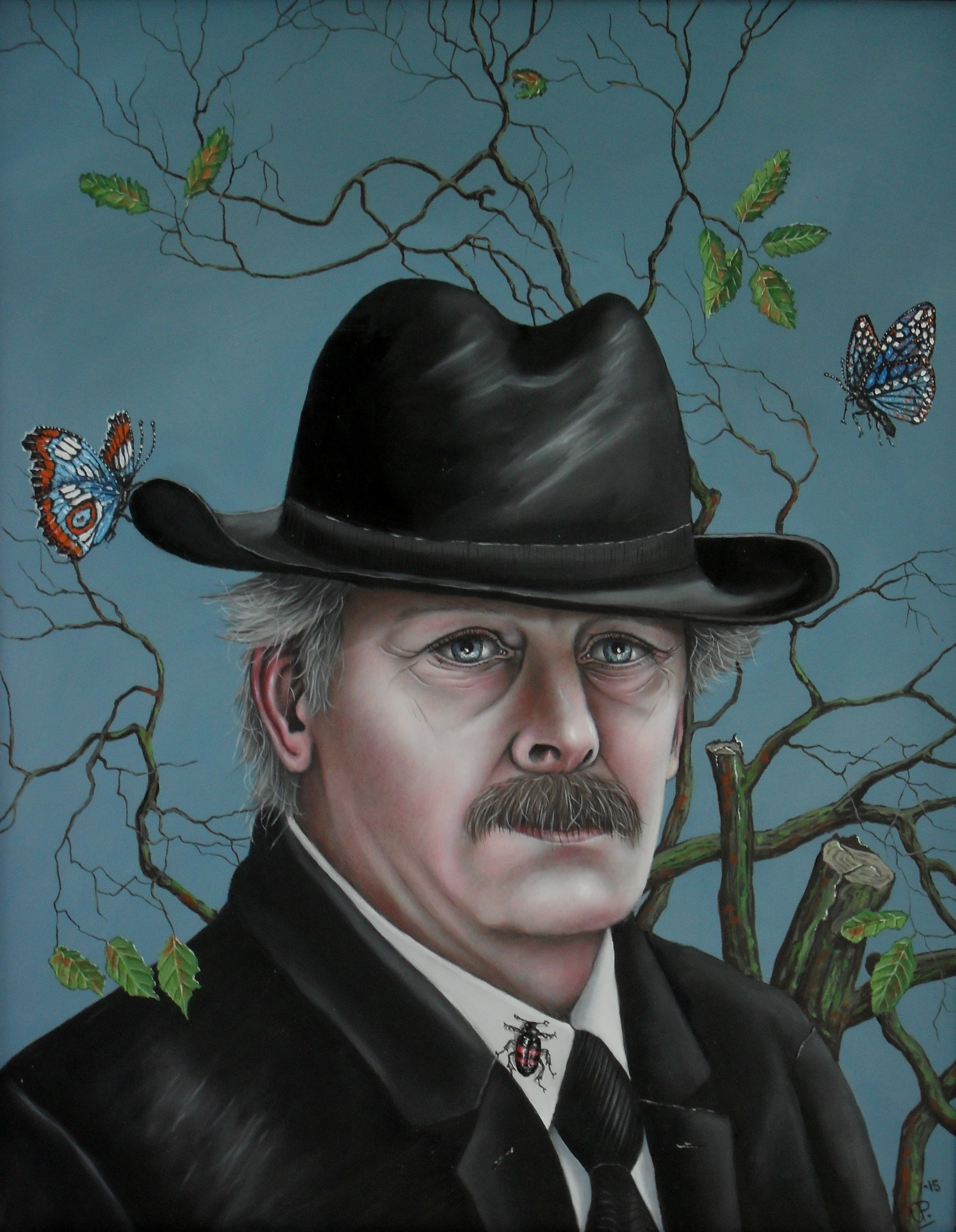
Omstandigheden (Olieverfschilderij  op paneel ) zelfportret
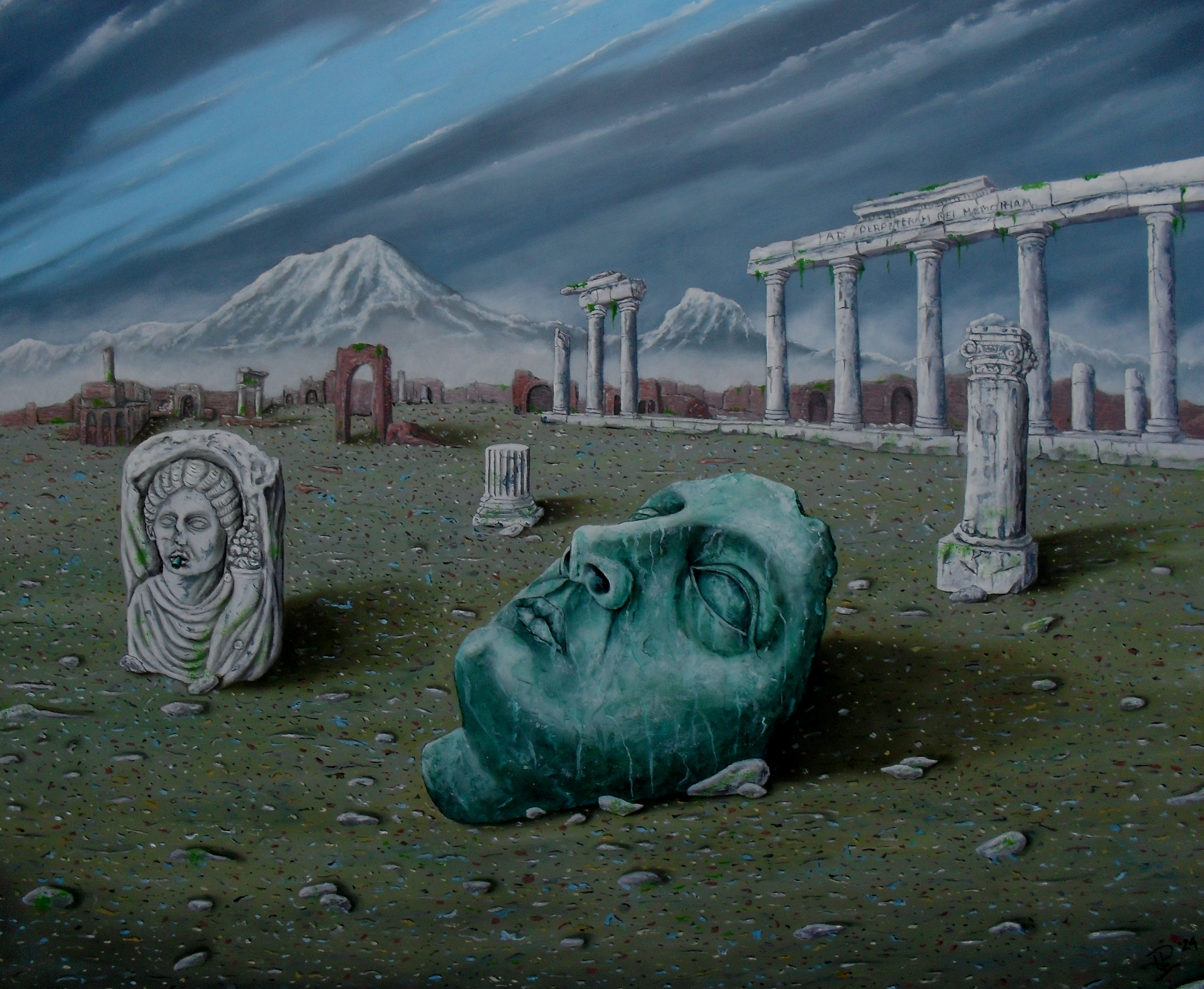
Teloorgang - (olieverfschilderij op paneel)
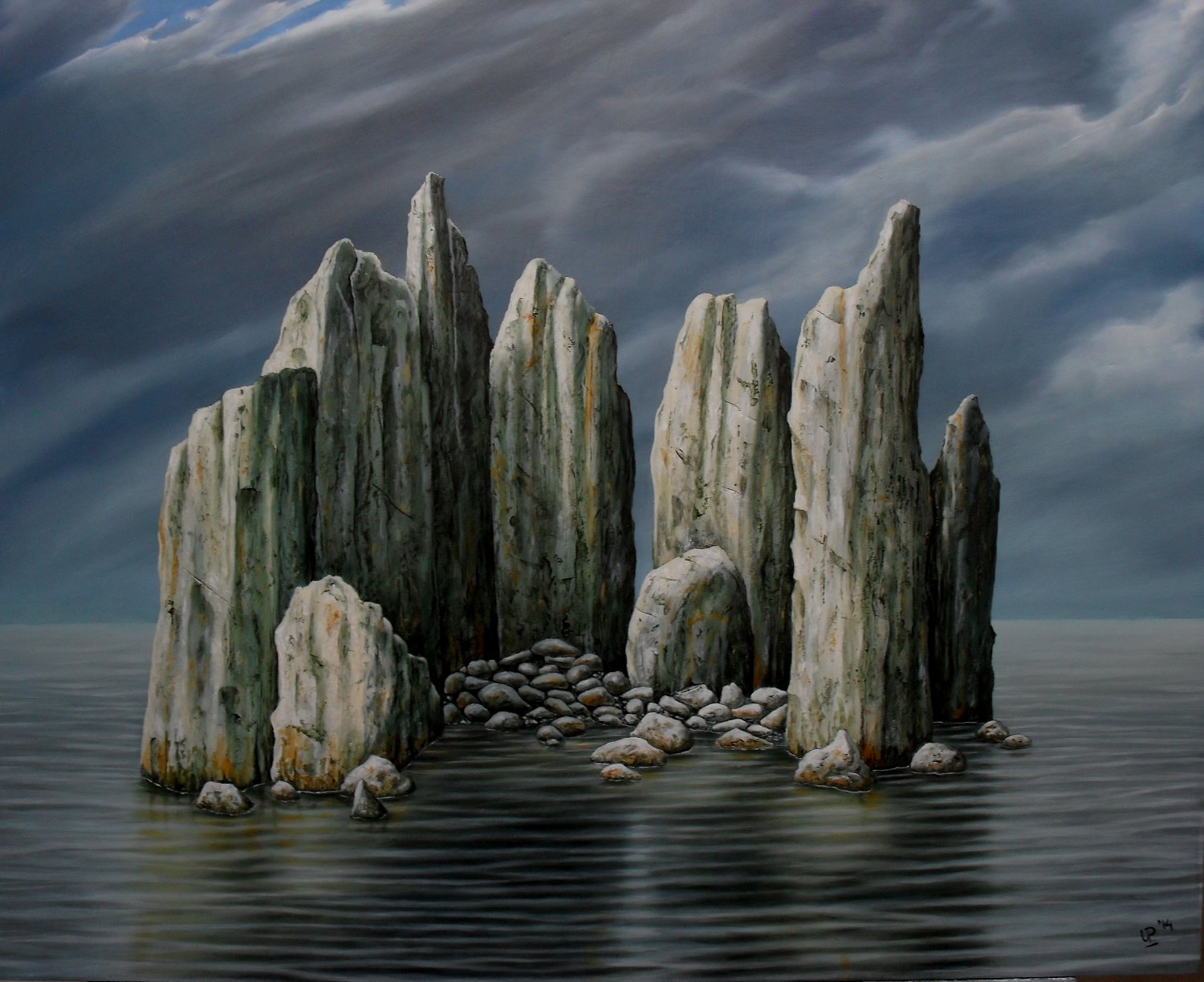
Mogelijkheid Van Een Eiland ( olieverfschilderij op paneel )
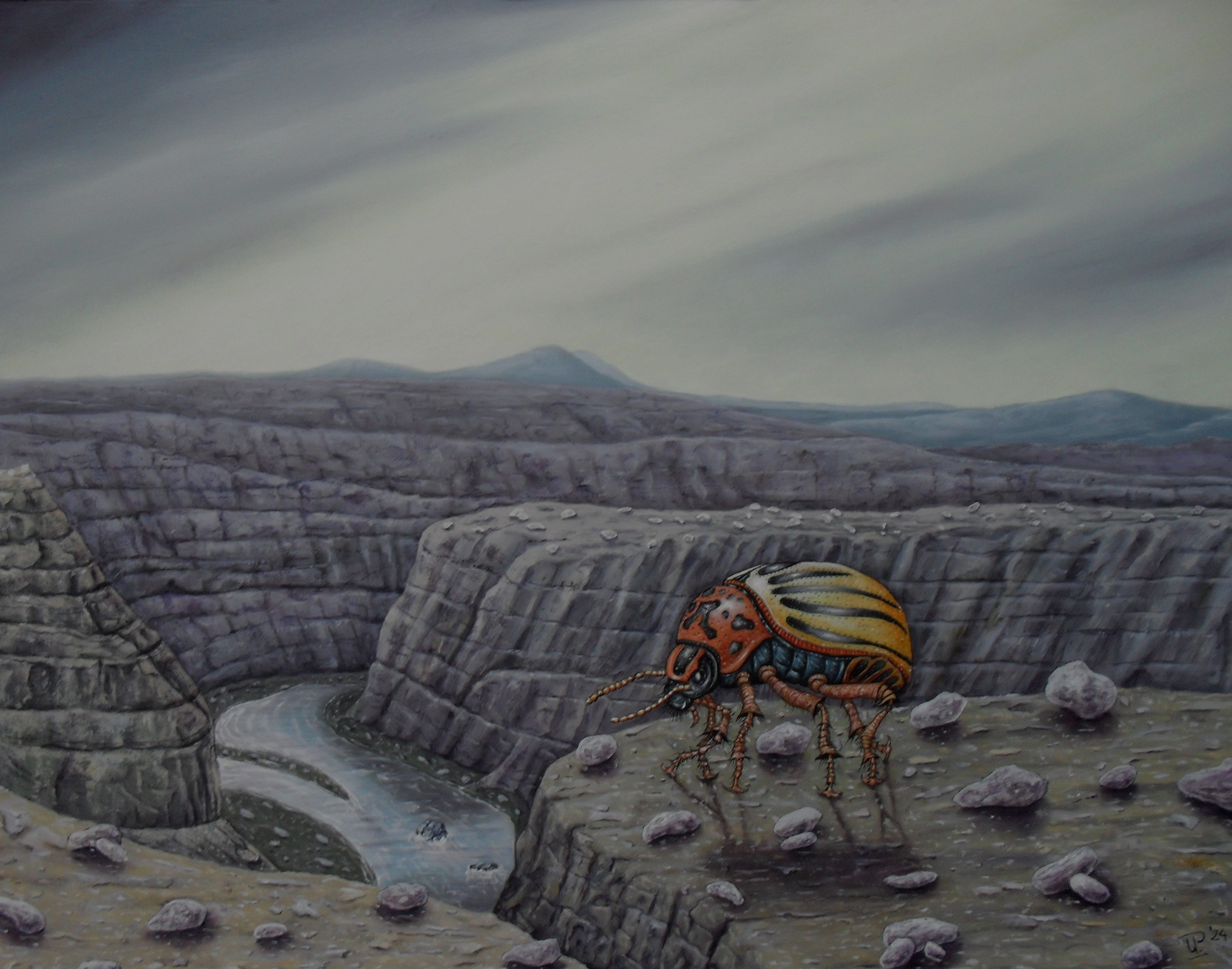
Overlevende ( olieverfschilderij op paneel )

## Publicaties
- Uit Maastricht maart 1997,
- Kalender Antwerpen dec. 1999,
- Tableau febr.1997/ febr. 1999,
- Primeur april 2000,
- Kurier journal 2000,
- Déclic/la passerelle juli 1999,
- Limburger febr.1999,
- Volksbildung St.Vith juni 2005,
- Grenz echo juli 1999/maart 2005,
- Die vergessenen Heiden der Eifel 2007
- artofday.com/wordpress/?tag=uko-post
- https://laarawilliamsen.wordpress.com/2011/07/17/uko-post-painter-truth-seeker-visionary/
- https://www.themontrealreview.com/Articles/Uko_Post.php
- https://issuu.com/suuartmagazine/docs/suuartmagazineukopost
- https://uko-post-en-arjen-boswijk.jouwweb.be/
- https://www.themontrealreview.com/Poetry/Watergate_in_the_country.php
- https://www.themontrealreview.com/Poetry/Art_and_Poetry_Uko-Post_Arjen_Boswijk.php
- https://isolations.blogspot.com/2022/06/obrazy-uko-post-vanitas-vanitatum-omnia.html Obrazy Uko Post: Vanitas vanitatum, omnia vanitas
- https://www.hunebednieuwscafe.nl/2019/10/only-rocks/